# Seleção de Ginástica Artística Feminina dos Estados Unidos
A seleção de ginástica artística feminina dos Estados Unidos é o grupo composto pelas seis atletas principais mais a primeira ginasta suplente, que representam a nação durante as competições internacionais.[a]
A primeira conquista internacional atingida pelas norte-americanas foi a medalha de bronze coletiva obtida nas Olimpíadas de Londres, em 1948. Após esta, apenas quarenta anos mais tarde a base da equipe tornou-se novamente competitiva.
Até meados da década de 1980, os Estados Unidos eram um país considerado de segunda linha na ginástica artística, à exceção das conquistas de Mary Lou Retton nos Jogos Olímpicos de Los Angeles, em 1984. O primeiro título mundial no individual geral foi conseguido em 1991 e as primeiras medalhas por equipes foram alcançadas nos Jogos de Barcelona 1992 (bronze) e Atlanta 1996 (ouro), destacando-se a ginasta Shannon Miller, medalhista por cinco vezes em uma edição olímpica. Oito anos mais tarde, nas Olimpíadas de Atenas, em 2004, o ouro não foi repetido, mas a equipe norte-americana manteve-se no pódio com uma medalha de prata, repetida nos Jogos de Pequim, em 2008. Nas Olimpíadas de 2004, 2008 e 2012, o ouro do concurso geral manteve-se com as norte-americanas: primeiro, Carly Patterson tornou-se a vencedora da prova e em seguida foi a vez da ginasta russa naturalizada estadunidense, Nastia Liukin e por último a estreante Gabby Douglas.
Para o ciclo olímpico de 2013-2016, os Estados Unidos apresentam uma competitiva equipe feminina, vencedora do Mundial de Tóquio em 2011, que aparece entre as favoritas ao ouro nas competições internacionais. Gabby Douglas e Alexandra Raisman lideram a qualidade deste time.

## História: surgimento e evolução
De 1800 até o início dos anos de 1900, a palavra ginástica nos Estados Unidos indicava um treinamento físico, parte integrante das aulas de educação física nas escolas, em pequena escala, sofrendo uma gradativa evolução. Os dois termos utilizados no princípio desta época foram "ginástica leve" (com uso de aparatos, como hoje semelhante a ginástica rítmica) e "ginástica avançada" (de realização masculina em aparelhos maiores e fixos). Eventualmente, houve uma combinação das duas com a calistenia[b], exercícios militares e jogos.
De influência alemã, o esporte chegou à nação por meio dos ginastas que, fugidos do bloqueio ginástico, caracterizado pela proibição da prática, estabeleceram-se em algumas partes do país. Além de formarem centros de treinamento e trazerem os aparelhos, os alemães ainda influenciaram com o estilo engajado de usufruir do desporto, de acordo com os ensinamentos de Friedrich Ludwig Jahn, trazidos por três de seus discípulos. Entre os membros da ginástica alemã que radicaram-se nos Estados Unidos, estiveram o Dr. Charles Beck – responsável pela introdução de um programa educacional envolvendo a ginástica, ainda que fazendo parte da preparação para esportes melhor difundidos como o beisebol e o hóquei -, o Dr. Charles Follen – fundador do segundo ginásio de ginástica norte-americano, na Universidade de Harvard - e Francis Leiber – terceiro e último pioneiro, que difundiu o esporte em Boston. Entre as mulheres, o primeiro seminário foi fundado em Connecticut, no ano de 1828, por Catherine Beecher, interessada na educação intelectual e moral advinda do desporto.
Inicialmente, pela política manter-se afastada da prática gímnica, o que não ocorreu na Europa, o desporto se manteve apenas como uma espécie de culto dentro dos centros de treinamento. Em decorrência disso, pouco tempo depois, seu conceito fora quase totalmente esquecido – permanecendo no programa das escolas militares e estagnando como condicionamento físico, devido ao fechamento de muitas instituições. Cronologicamente, as mudanças mais acentuadas deram-se cerca de vinte anos mais tarde, entre 1848 e 1850, com o estabelecimento de programas gímnicos, novamente evoluindo dentro das escolas.Após a Guerra Civil, a ginástica tornou-se um esporte competitivo, desenvolvendo-se em vários clubes e associações. Duas décadas mais tarde, o programa já era uma parte pertencente ao aprendizado de profissionais da Educação Física, agora como um desporto e não mais como preparação para outros esportes ou para a guerra. Cinco anos adiante, a Escola Normal já treinava novos professores e ginásios específicos começaram a ser abertos, sendo o primeiro o American Sokol - originalmente inaugurado em Praga.No começo dos anos de 1900, as escolas ganharam alguns equipamentos e após instabilidade, a ginástica firmou-se no país findos os anos de 1930, devido ao grande interesse sobre os programas ginásticos.
Sob influência alemã, suíça - incluindo a aplicação da calistenia - e a prática da ginástica também como recreação após a Primeira Guerra Mundial, o desporto surgiu e evoluiu em território norte-americano, tendo como primeira faculdade de educação física, a Universidade de Educação Física de Indiana, onde estes fundamentos foram sistematizados e aplicados na formação dos profissionais do esporte. Mais tarde, os Estados Unidos foram a primeira nação fora da Europa a entrar na FEG, tornando-a a conhecida Federação Internacional de Ginástica, em 1921. Quase cinquenta anos depois, a entidade hoje chamada de U.S Gymnastics (antes, Federação Norte-Americana de Ginástica), tornou-se a responsável pelo esporte e suas modalidades, incluída a seleção de ginástica artística feminina.

## Quadro de desempenho
Abaixo, o quadro demonstrativo do desempenho[c] das equipes norte-americanas ao longo de suas participações em grandes competições internacionais até o último evento realizado – entre Jogos Olímpicos, Campeonatos Mundias e Jogos Pan-Americanos. Ao longo de sua competitiva história, nenhuma medalha conquistada foi retirada.
| Ano   | Jogos Olímpicos | Jogos Olímpicos  | Jogos Olímpicos   | Jogos Olímpicos   | Campeonato Mundial de Ginástica Artística | Campeonato Mundial de Ginástica Artística | Campeonato Mundial de Ginástica Artística | Campeonato Mundial de Ginástica Artística | Jogos Pan-americanos | Jogos Pan-americanos | Jogos Pan-americanos | Jogos Pan-americanos |
| ----- | --------------- | ---------------- | ----------------- | ----------------- | ----------------------------------------- | ----------------------------------------- | ----------------------------------------- | ----------------------------------------- | -------------------- | -------------------- | -------------------- | -------------------- |
| Ano   | Medalha de ouro | Medalha de prata | Medalha de bronze | Total de medalhas | Medalha de ouro                           | Medalha de prata                          | Medalha de bronze                         | Total de medalhas                         | Medalha de ouro      | Medalha de prata     | Medalha de bronze    | Total de medalhas    |
| 1948  |                 |                  | 1                 | 1                 |                                           |                                           |                                           |                                           |                      |                      |                      |                      |
| 1959  |                 |                  |                   |                   |                                           |                                           |                                           |                                           | 2                    | 4                    | 2                    | 8                    |
| 1961  |                 |                  |                   |                   |                                           |                                           |                                           |                                           | 1                    | 1                    |                      | 2                    |
| 1963  |                 |                  |                   |                   |                                           |                                           |                                           |                                           | 6                    | 3                    | 2                    | 11                   |
| 1967  |                 |                  |                   |                   |                                           |                                           |                                           |                                           | 5                    | 5                    | 4                    | 14                   |
| 1970  |                 |                  |                   |                   |                                           | 1                                         |                                           | 1                                         |                      |                      |                      |                      |
| 1971  |                 |                  |                   |                   |                                           |                                           |                                           |                                           | 6                    | 3                    | 5                    | 14                   |
| 1974  |                 |                  |                   |                   |                                           | 1                                         |                                           | 1                                         |                      |                      |                      |                      |
| 1975  |                 |                  |                   |                   |                                           |                                           |                                           |                                           | 6                    | 4                    | 4                    | 14                   |
| 1978  |                 |                  |                   |                   | 1                                         |                                           | 1                                         | 2                                         |                      |                      |                      |                      |
| 1979  |                 |                  |                   |                   |                                           |                                           |                                           |                                           | 2                    | 4                    |                      | 6                    |
| 1981  |                 |                  |                   |                   |                                           |                                           | 2                                         | 2                                         |                      |                      |                      |                      |
| 1983  |                 |                  |                   |                   |                                           |                                           |                                           |                                           | 3                    | 2                    | 4                    | 9                    |
| 1984  | 2               | 3                | 2                 | 7                 |                                           |                                           |                                           |                                           |                      |                      |                      |                      |
| 1987  |                 |                  |                   |                   |                                           |                                           |                                           |                                           | 5                    | 3                    | 2                    | 10                   |
| 1988  |                 |                  | 1                 | 1                 |                                           |                                           |                                           |                                           |                      |                      |                      |                      |
| 1989  |                 |                  |                   |                   |                                           | 1                                         |                                           | 1                                         |                      |                      |                      |                      |
| 1991  |                 |                  |                   |                   | 1                                         | 2                                         | 2                                         | 5                                         | 4                    | 3                    |                      | 7                    |
| 1992  |                 | 2                | 3                 | 5                 | 2                                         | 1                                         |                                           | 3                                         |                      |                      |                      |                      |
| 1993  |                 |                  |                   |                   | 3                                         | 2                                         |                                           | 5                                         |                      |                      |                      |                      |
| 1994  |                 |                  |                   |                   | 2                                         | 1                                         |                                           | 3                                         |                      |                      |                      |                      |
| 1995  |                 |                  |                   |                   |                                           | 1                                         | 1                                         | 2                                         | 6                    | 4                    | 1                    | 11                   |
| 1996  | 2               | 1                | 1                 | 4                 |                                           | 1                                         |                                           | 1                                         |                      |                      |                      |                      |
| 1999  |                 |                  |                   |                   |                                           |                                           |                                           |                                           | 1                    | 1                    | 2                    | 4                    |
| 2000  |                 |                  | 1                 | 1                 |                                           |                                           |                                           |                                           |                      |                      |                      |                      |
| 2001  |                 |                  |                   |                   |                                           |                                           | 2                                         | 2                                         |                      |                      |                      |                      |
| 2002  |                 |                  |                   |                   | 2                                         |                                           | 1                                         | 3                                         |                      |                      |                      |                      |
| 2003  |                 |                  |                   |                   | 3                                         | 1                                         |                                           | 4                                         | 5                    | 2                    | 3                    | 10                   |
| 2004  | 1               | 4                | 1                 | 6                 |                                           |                                           |                                           |                                           |                      |                      |                      |                      |
| 2005  |                 |                  |                   |                   | 4                                         | 4                                         | 1                                         | 9                                         |                      |                      |                      |                      |
| 2006  |                 |                  |                   |                   |                                           | 5                                         |                                           | 5                                         |                      |                      |                      |                      |
| 2007  |                 |                  |                   |                   | 4                                         | 2                                         | 1                                         | 7                                         | 5                    | 4                    | 1                    | 10                   |
| 2008  | 2               | 5                | 1                 | 8                 |                                           |                                           |                                           |                                           |                      |                      |                      |                      |
| 2009  |                 |                  |                   |                   | 2                                         | 1                                         | 2                                         | 5                                         |                      |                      |                      |                      |
| 2010  |                 |                  |                   |                   | 1                                         | 2                                         | 2                                         | 5                                         |                      |                      |                      |                      |
| 2011  |                 |                  |                   |                   | 3                                         |                                           | 2                                         | 5                                         | 3                    | 1                    |                      | 4                    |
| 2012  | 3               | 1                | 1                 | 5                 |                                           |                                           |                                           |                                           |                      |                      |                      |                      |
|       |                 |                  |                   |                   |                                           |                                           |                                           |                                           |                      |                      |                      |                      |
| Total | 10              | 16               | 12                | 38                | 28                                        | 26                                        | 18                                        | 72                                        | 58                   | 44                   | 32                   | 134                  |

Legenda
- Representa o maior total de medalhas atingido e o maior número de medalhas de ouro conquistadas
- Representa o maior total de medalhas atingido
- Representa o maior total de medalhas de ouro atingidos

### Aparelhos
A seguir, quadro de desempenho por aparelhos. Analisando abaixo, chega-se à conclusão de que as norte-americanas são mais bem-sucedidas nas barras assimétricas, em um somatório geral dos aparatos e nos campeonatos mundiais. A trave, no entanto, foi o aparelho no qual as ginastas mais conquistaram medalhas de ouro olímpicas, com duas em um total de sete. Nos pan-americanos, o solo foi o aparelho do qual as estadunidenses mais saíram-se vitoriosas. Já na prova do salto, em mais de sessenta anos de competições, as ginastas mostram pouca tradição de disputas e conquistas, enquanto os demais aparelhos demonstram um número de conquistas e pódios semelhantes.
| Conquistas           | Solo            | Solo             | Solo              | Solo              | Barras assimétricas | Barras assimétricas | Barras assimétricas | Barras assimétricas | Trave           | Trave            | Trave             | Trave             | Salto sobre o cavalo | Salto sobre o cavalo | Salto sobre o cavalo | Salto sobre o cavalo |
| Conquistas           | Medalha de ouro | Medalha de prata | Medalha de bronze | Total de medalhas | Medalha de ouro     | Medalha de prata    | Medalha de bronze   | Total de medalhas   | Medalha de ouro | Medalha de prata | Medalha de bronze | Total de medalhas | Medalha de ouro      | Medalha de prata     | Medalha de bronze    | Total de medalhas    |
| -------------------- | --------------- | ---------------- | ----------------- | ----------------- | ------------------- | ------------------- | ------------------- | ------------------- | --------------- | ---------------- | ----------------- | ----------------- | -------------------- | -------------------- | -------------------- | -------------------- |
| Jogos Olímpicos      | 1               | 2                | 4                 | 7                 | 1                   | 3                   | 3                   | 7                   | 2               | 3                | 3                 | 8                 | 0                    | 3                    | 0                    | 3                    |
| Campeonatos Mundiais | 4               | 3                | 4                 | 11                | 6                   | 6                   | 3                   | 15                  | 5               | 5                | 5                 | 15                | 3                    | 2                    | 2                    | 7                    |
| Jogos Pan-Americanos | 11              | 8                | 6                 | 25                | 9                   | 9                   | 7                   | 25                  | 10              | 4                | 7                 | 21                | 6                    | 8                    | 6                    | 20                   |
|                      |                 |                  |                   |                   |                     |                     |                     |                     |                 |                  |                   |                   |                      |                      |                      |                      |
| Total                | 16              | 13               | 14                | 43                | 16                  | 18                  | 13                  | 47                  | 17              | 12               | 15                | 44                | 9                    | 13                   | 8                    | 30                   |

## Seleções
Seção dividida por ciclo olímpico a partir dos anos 2000 - devido ao estabilizado trabalho de base alcançado durante este período -, com destaque para as ginastas representantes destes grupos de quatro anos. Para datas anteriores, destacados momentos, ginastas e conquistas nas três maiores competições internacionais.

### 1936 – 2000
Até ao início da década de 1980, poucas haviam sido as conquistas estadunidenses: apesar de a primeira equipe competitiva ter sido formada para os Jogos Olímpicos de Berlim, em 1936, apenas doze anos mais tarde, a equipe atingiu um positivo resultado - o bronze nas Olimpíadas de 1948. Adiante, foram quase dez novas edições sem subir ao pódio olímpico e poucas medalhas em mundiais, salvando-se apenas regulares apresentações nos Jogos Pan-americanos.
Parte do desempenho envolvia as técnicas e os métodos de ensino das atletas, além de um novo cenário no qual as ginastas se apresentavam mais jovens, em contraponto com a época de atletas gímnicas como Larissa Latynina, Vera Caslavska e Ágnes Keleti (mais altas e mais maduras), e no qual suas carreiras se renovavam ou encerravam a cada contagem de ciclo olímpico.[d] Em 1981, chegou aos Estados Unidos o casal Marta e Béla Károlyi. O técnico romeno, conhecido pelos títulos conquistados com a seleção romena e por treinar a bem-sucedida Nadia Comăneci, realizou mudanças ao montar, no ano seguinte, um ginásio – o Sundance Gym. Lá, treinou as medalhistas internacionais Mary Lou Retton e Julianne McNamara. Por seus resultados individuais, foi chamado para organizar os treinadores da seleção feminina, como treinador-chefe, posto no qual permaneceu durante onze anos, sem abandonar seu ofício de técnico, no qual ainda formou outras ginastas destacadas, como Kim Zmeskal e Dominique Moceanu. Durante a década de 1990, sua esposa, Marta, foi considerada o pilar entre o treinador e os demais técnicos das atletas componentes da seleção, pois seu marido não apenas era visto como inovador, mas também como polêmico e autoritário. Devido às suas constantes contribuições, em 2001, Marta foi convocada ao posto de coordenadora, no qual permanece até a presente data tendo sido já campeã olímpica, mundial e pan-americana.
Resumindo a época, os maiores destaques destes 52 anos foram: a conquista da primeira medalha olímpica por equipes, em 1948. A primeira medalha mundial, em 1970. A chegada dos Károlyi, em 1981. O primeiro ouro olímpico por equipes, em 1996, que apresentou à nação as Sete Magníficas. E as três mais expressivas ginastas, que competiram entre as décadas de 1980 e 1990 – Mary Lou Retton, Shannon Miller e Kim Zmeskal.

#### As Sete Magníficas

Seleção composta pelas ginastas campeãs olímpicas da ginástica artística pela primeira vez: Shannon Miller, Dominique Moceanu, Dominique Dawes, Kerri Strug, Amy Chow, Amanda Borden e Jaycie Phelps.

As Sete Magníficas, em inglês: Magnificent Seven, foram o grupo formado pelas ginastas Shannon Miller, Dominique Moceanu, Dominique Dawes, Kerri Strug, Amy Chow, Amanda Borden e Jaycie Phelps, que competiram nos Jogos Olímpicos de 1996, em Atlanta. As ginastas conquistaram pela primeira vez na história olímpica a medalha de ouro por equipes feminina para os Estados Unidos. Neste evento, disputado entre Rússia, Romênia e Estados Unidos, as norte-americanas precisavam de nota na prova do salto, último evento a ser disputado por elas, para superar as russas, então primeiras colocadas naquele final de bateria. Última a competir das ginastas que disputavam o pódio, Kerri Strug machucou-se após a queda em seu primeiro salto. Precisando de nota acima de 9,600 para vencer a disputa, realizou o segundo salto com o tornozelo enfaixado e atingiu a nota 9,712, suficiente para saírem vitoriosas as norte-americanas, por 0,821 ponto de diferença. Tal esforço deixou a torcida e a imprensa cativadas e o treinador orgulhoso do inédito feito realizado "em casa", que repercutiu no país e no mundo durante a continuidade dos Jogos Olímpicos e as perpetuou nacionalmente.
Este grupo figura no Salão da Fama da Ginástica dos Estados Unidos como o melhor de todos os tempos, não só pela conquista inédita, mas também por ser formado por uma das sete melhores ginastas norte-americanas (Shannon Miller) e por apresentar os primeiros grandes resultados de quase dez anos de trabalho e mudanças competitivas após a chegada dos Károlyi e das propostas de melhorias na qualidade da modalidade a nível de competição.

#### Ginastas destacadas
Das três destacadas atletas da ginástica artística feminina estadunidense desta época, duas foram treinadas pelo romeno Béla Károlyi. Se anteriormente, em 1968, Cathy Rigby ajudou a difundir o desporto no país, devido a sua jovem participação nos Jogos Olímpicos da Cidade do México (15) e sua inédita colocação lá alcançada individualmente (16ª), outras destacaram-se pela inovação técnica apresentada e conquistas atingidas. No ano de 1984, surgiu o primeiro grande destaque individual da ginástica: Mary Lou Retton. A jovem nascera com displasia e tal doença não a impedira de tornar-se uma ginasta bem sucedida. Retton foi a primeira mulher fora da Europa a vencer um individual geral em uma Olimpíada – na qual ainda fora multimedalhista, com o total de cinco pódios atingidos. Em decorrência disso, tornou-se também a primeira mulher norte-americana a atingir tal feito, além de ser a primeira multimedalhista da nação. Apesar da carreira curta e vitoriosa, não chegou a disputar um Campeonato Mundial de Ginástica Artística.
Na década posterior, competindo juntas durante a década de 1990, eram membros da equipe norte-americana as ginastas Shannon Miller e Kim Zmeskal. Nascida em outubro de 1977, Miller alcançou em 1994 um feito apenas realizado por ela entre as norte-americanas: tornar-se bicampeã mundial do individual geral.No mais, é campeã mundial da trave, das barras assimétricas e do solo. Em Jogos Olímpicos, é campeã na trave de equilíbrio e em Jogos Pan-americanos é campeã das barras assimétricas, do solo e do concurso geral. A atleta detém um total de sete medalhas olímpicas, nove medalhas em mundiais e cinco pan-americanas. A ginasta ainda possui ao todo 59 conquistas internacionais e 49 nacionais. Por seus feitos, é considerada a atleta norte-americana mais bem sucedida da década em que competiu (de 1991 à 1996), por conquistar cinco medalhas em apenas uma Olimpíada, igualando o feito anterior de Retton. Miller também fez parte das Magnificent Seven, a seleção mais prestigiada nos Estados Unidos neste esporte.Ao lado de algumas de suas compatriotas, Shannon faz parte das estadunidenses presentes no International Gymnastics Hall of Fame. Como última ginasta a se destacar durante este período, está Kim Zmeskal. No ano de 1991, tornou-se a primeira americana a vencer um concurso geral em um mundial– iniciando o tricampeonato norte-americano neste evento (1991, 1993, 1994). Além desta conquista, ainda foi medalhista por mais quatro vezes nas duas edições mundiais de que participou e terceira colocada por equipes nas Olimpíadas de Barcelona, na Espanha.

#### Jogos Olímpicos

Mary Lou Retton, a primeira norte-americana campeã olímpica no AA. Na imagem, a ginasta ao lado do presidente Ronald Reagan após a realização dos Jogos de Los Angeles com suas cinco medalhas.

Após três edições olímpicas com diputas femininas, a primeira seleção medalhista conquistou o bronze por equipes, na edição de 1948, nos Jogos de Londres. Formada por Ladislava Bakanic, Marian Barone, Consetta Carruccio-Lenz, Dorothy Dalton, Meta Elste-Neumann, Helen Schifano, Clara Schroth-Lomady e Anita Simonis, as norte-americanas conquistaram uma medalha na única disputa feminina realizada.
Encerrada a edição desta Olimpíada, apenas dezoito anos mais tarde os Estados Unidos voltaram ao pódio olímpico. Em 1984, em Los Angeles, as ginastas Mary Lou Retton, Julianne McNamara e Kathy Johnson levaram a equipe a conquistar sete medalhas, feito até então inédito.Mary também atingiu o primeiro título norte-americano de melhor ginasta do mundo, ao conquistar uma medalha de ouro no individual geral. Nas disputas finais por aparelhos, Retton ainda conquistou mais três pódios: nos exercícios de solo, empatada com a alemã Maxi Gnauck, no salto sobre o cavalo e nas barras assimétricas. Julianne, superada por Ecaterina Szabó, encerrou a competição com a segunda posição no solo, a frente da compatriota Retton, e com o ouro nas barras assimétricas, empatada com a chinesa Ma Yanhong.Já Kathy, saiu-se medalhista de bronze na prova da trave, após ser superada por duas romenas, empatadas na primeira colocação. Quatro anos mais tarde, nos Jogos de Seul, apenas Phoebe Mills subiu ao pódio, na prova da trave de equilíbrio. Empatada com a romena Gabriela Potorac, Mills acabou superada pela soviética Yelena Shushunova e pela também romena Daniela Silivas.
Em 1992, nos Jogos de Barcelona, a equipe formada por Shannon Miller, Betty Okino, Kim Zmeskal, Kerri Strug, Dominique Dawes e Wendy Bruce, conquistou um terceiro lugar, após oito anos sem medalhas coletivas nesta modalidade.No decorrer da competição, Miller, em sua primeira Olimpíada, conquistou ainda as quatro medalhas individuais da nação: no individual geral, foi a segunda colocada, atrás da ucraniana Tatiana Gutsu;nas barras assimétricas, foi a medalhista de bronze em prova vencida pela chinesa Lu Li;e na trave de equilíbrio, na qual arquivou outra medalha de bronze, em prova conquistada por Tatiana Lisenko. Quatro anos mais tarde, competindo na cidade de Atlanta, Geórgia, as estadunidenses conquistaram pela primeira vez em sua história uma medalha de ouro por equipes, ao superarem a Rússia, de Svetlana Khorkina e a Romênia, de Simona Amânar.Nas disputas individuais por aparelhos, Miller conquistou o ouro na trave,ao superar a trimedalhista ucraniana Lilia Podkopayeva. Em seguida, sua companheira de time, Dominique Dawes, conquistou a terceira colocação no solo.Por fim, Amy Chow conquistou a prata nas barras assimétricas, empatada com a chinesa Bi Wenjing. Em 2000, deram-se os últimos Jogos desta etapa de ciclos, as Olimpíadas de Sydney, na Austrália. Nesta edição, nem a equipe e nem as atletas individualmente conquistaram medalhas. Contudo, de acordo com decisão do COI, que puniu a chinesa Dong Fangxiao, com a perda de suas medalhas, e a seleção chinesa, também com a perda de sua conquista, as norte-americanas "herdaram" a terceira colocação e com isso, a medalha de bronze. Tal decisão foi tomada após providências da FIG, que retiraram da ginasta todos os seus resultados nesta edição olímpica. As medidas foram tomadas pela irregularidade na idade da atleta, que competiu abaixo do limite de dezesseis anos.

#### Campeonatos Mundiais de Ginástica Artística
Apesar da participação feminina se dar desde o Mundial de Budapeste, em 1934, apenas 36 anos mais tarde os Estados Unidos subiram ao pódio pela primeira vez.A primeira medalha em um Campeonato Mundial veio através da ginasta Cathy Rigby, que por seus feitos inéditos para a ginástica norte-americana, figura no International Gymnastics Hall of Fame: No Mundial de Liubliana (na atual Eslovênia), Rigby, então com dezoito anos, conquistou uma medalha de prata na trave, a frente de Larissa Petrik e Christine Schmitt e apenas superada pela alemã Erika Zuchold. Oito anos mais tarde, mais duas conquistas individuais foram atingidas pelas estadunidenses. Por ainda não dispor de um trabalho de base sólido, semelhante ao de equipes como as da Alemanha Oriental, Hungria e União Soviética, os Estados Unidos obtinham suas posições no pódio através de atletas individuais, como Marcia Frederick e Kathy Johnson, ouro nas barras assimétricas e bronze no solo, respectivamente, no Mundial de Estrasburgo, na França. Estas ginastas ficaram conhecidas em seu país pela conquista mundial e também pela longevidade da carreira de Johnson. No ano seguinte, apesar de competirem nos Estados Unidos, Marcia e a equipe norte-americana não subiram ao pódio em nenhum evento.Apenas no Mundial posterior, o Campeonato de Moscou, em 1981 – após a chegada do casal Károlyi -, Julianne McNamara atingiu a melhor colocação feminina em um concurso geral (sétimo lugar), além da medalha de bronze nas barras assimétricas.Outra ginasta a conquistar uma medalha foi Tracee Talavera, que também terminou na terceira posição, na final da trave.Nos três campeonatos seguintes, o domínio da ginástica fora romeno e soviético, o que afastou as norte-americanas dos pódios.Apenas em 1989, no Mundial de Roterdã, um membro da seleção voltou às medalhas: fora Brandy Johnson – outra aluna dos Károlyi -, que conquistou a prata no salto sobre o cavalo, empatada com a romena Cristina Bontaş.
Dois anos mais tarde, em um novo campeonato realizado nos Estados Unidos, as norte-americanas já possuíam um melhor trabalho de base, com ginastas mais técnicas e competitivas. No Mundial de Indianápolis, a equipe formada por Shannon Miller, Kim Zmeskal, Betty Okino, Kerri Strug, Michelle Campi e Hilary Grivich, conquistou a primeira medalha coletiva em um Mundial – a prata. Na sequência, Kim Zmeskal tornou-se a primeira estadunidense a conquistar uma medalha de ouro em um individual geral, além de atingir a terceira posição nos exercícios de solo.Shannon Miller, na disputa individual por aparelhos, encerrou participação com a prata nas barras assimétricas,enquanto Betty Okino conquistou um bronze na trave.Esta fora a primeira vez que a equipe saía de um Campeonato Mundial como nação multimedalhista, contabilizando um total de cinco. No ano seguinte – também olímpico – decorreu o Mundial de Paris, que não contou com as disputas por equipes. Nas finais individuais por aparelhos, as norte-americanas foram a três pódios de quatro disputados. Kim Zmeskal destacou-se na competição ao conquistar duas medalhas de ouro, uma na trave e outra no solo.Já Betty Okino, também medalhista no Mundial anterior, conquistou a prata nas paralelas assimétricas, em prova vencida pela romena Lavinia Miloşovici.

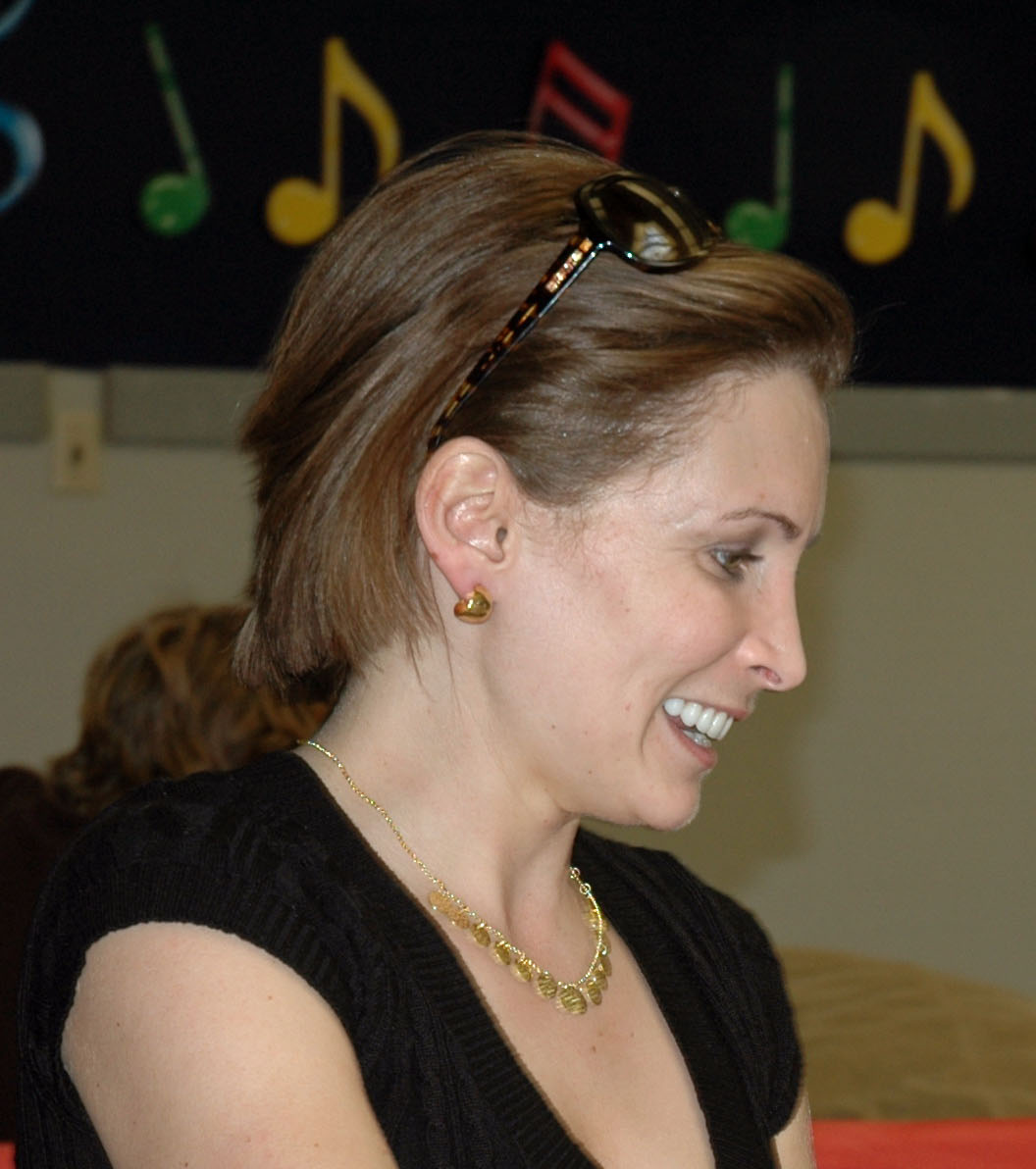
Shannon Miller, a primeira bicampeã mundial norte-americana.

Seguindo quase o mesmo modelo do campeonato anterior, o Mundial de Birmingham, realizado em 1993 no Reino Unido, modificou-se apenas por inserir a disputa do individual geral, mantendo fora o evento realizado por equipes. Nesta edição, as estadunidenses conquistaram novas cinco medalhas, entre elas três de ouro. A ginasta de destaque desta edição, entre todas as competidoras, foi Shannon Miller, que aos dezesseis anos tornou-se trimedalhista de ouro - no concurso geral, no solo e nas barras assimétricas, feito este ainda inédito para a ginástica dos Estados Unidos.Nos mesmos aparelhos, Dominique Dawes, considerada outra ginasta de qualidade técnica desta geração, conquistou as medalhas de prata (trave e barras assimétricas).No ano seguinte, as disputas individuais foram divididas das por equipes. Na Alemanha, no Mundial de Dortmund, Shannon Miller sagrou-se bicampeã mundial do individual geral – novo feito inédito para os Estados Unidos– além de campeã na trave.Já na Austrália, no Campeonato Mundial de Brisbane, a equipe, formada por Amanda Borden, Amy Chow, Larissa Fontaine, Jaycie Phelps e Kerri Strug, além de liderada por Dawes e Miller, conquistou a medalha de prata.
Em 1995, no Campeonato Mundial de Sabae, no Japão, a equipe mista - quatro atletas do Mundial passado e três estreantes - conquistou a terceira colocação na disputa coletiva, superada pelas seleções da Romênia, de Gina Gogean, e da China, de Liu Xuan, ouro e prata respectivamente.Nos eventos individuais desta edição, apenas Dominique Moceanu conquistou uma medalha, de prata, na trave, empatada com a ucraniana Lilia Podkopayeva e atrás da chinesa Mo Huilan.No ano seguinte, no Mundial de San Juan, em Porto Rico, foram disputadas apenas as provas individuais por aparelhos, tendo como única medalhista para os Estados Unidos, a ginasta Dominique Dawes, bronze na trave de equilíbrio, mais uma vez empatada, dessa vez com a chinesa Liu Xuan, em prova vencida pela russa Dina Kochetkova.Para as duas últimas edições destes ciclos olímpicos, a qualidade das equipes decaiu em conquistas. Em 1997, no Campeonato de Lausana, na Suíça, apesar da participação as norte-americanas não subiram ao pódio, situação esta repetida no Mundial de Tianjin, China, em 1999.

#### Jogos Pan-Americanos
Apesar da ginástica artística estar presente nos Jogos Pan-americanos desde sua primeira edição, em 1951, na Argentina, somente em 1959, a participação feminina fora agregada ao quadro esportivo.
No ano de 1959 foram realizadas em Chicago as primeiras disputas, apenas entre Estados Unidos e Canadá, não contando com a participação das demais seleções do continente. O primeiro evento foi o por equipes e as norte-americanas saíram-se vitoriosas. Na sequência, na disputa do individual geral, a ginasta Betty Maycock, subiu ao pódio na segunda colocação, entre duas canadenses. Nas finais por aparelhos, Theresa Montefusco conquistou nova medalha de prata, também entre duas atletas canadeneses, ao competir no solo. Nas barras assimétricas, outra medalha de prata para Maycock e uma de bronze para Cassie Collawn. Na trave, Theresa Montefusco conquistou sua segunda medalha, de ouro, ao lado da companheira de equipe Sharon Phelps, medalhista de bronze. No último evento, o salto sobre a mesa, Maycock conquistou sua terceira medalha de prata individual, novamente entre duas ginastas do Canadá.

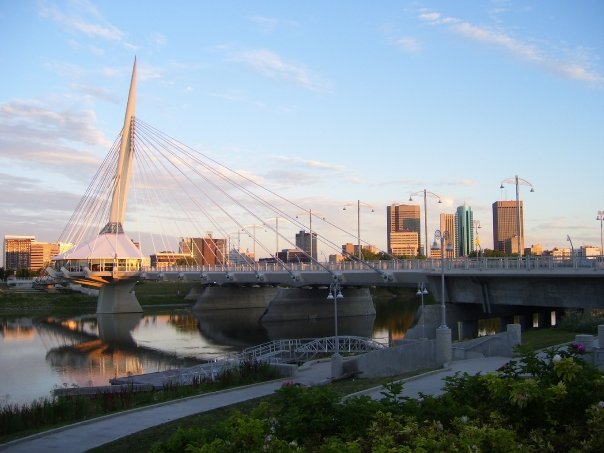
Por três sucessivas vezes as norte-americanas atingiram seu maior total de medalhas até a edição do Rio de Janeiro, no Brasil.

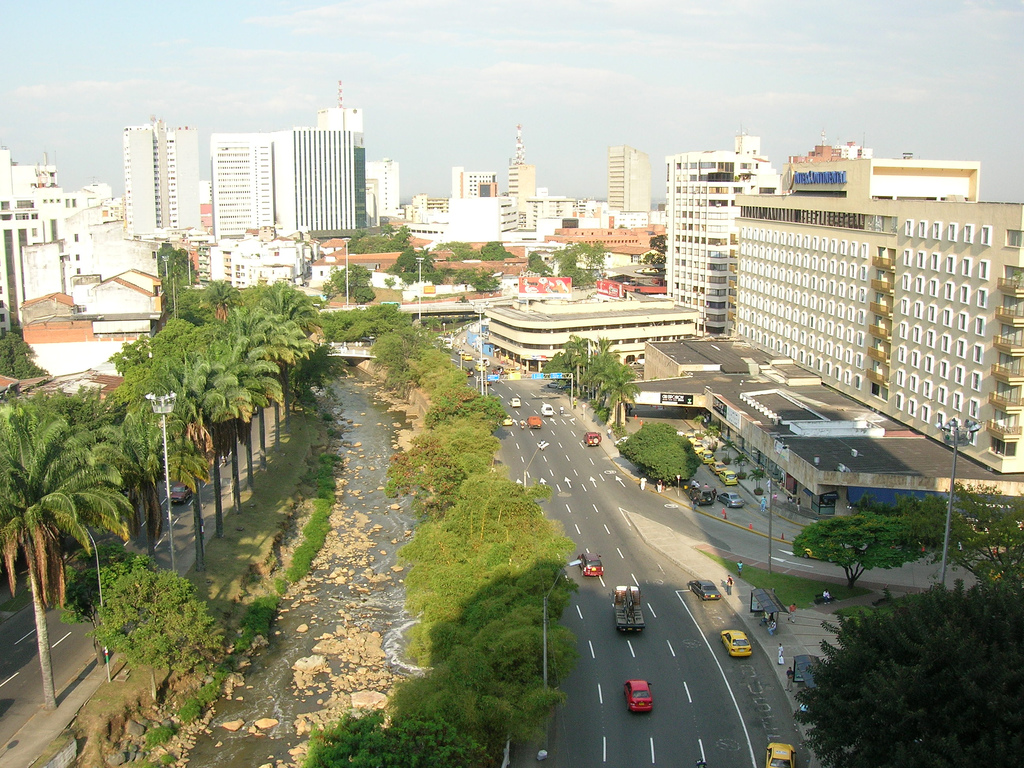
Foram quatorze pódios, em cada uma delas com cinco ouros: na cidade de Winnipeg, no Canadá, em 1967, iniciaram a dominação na ginástica continental, que durou oito anos;

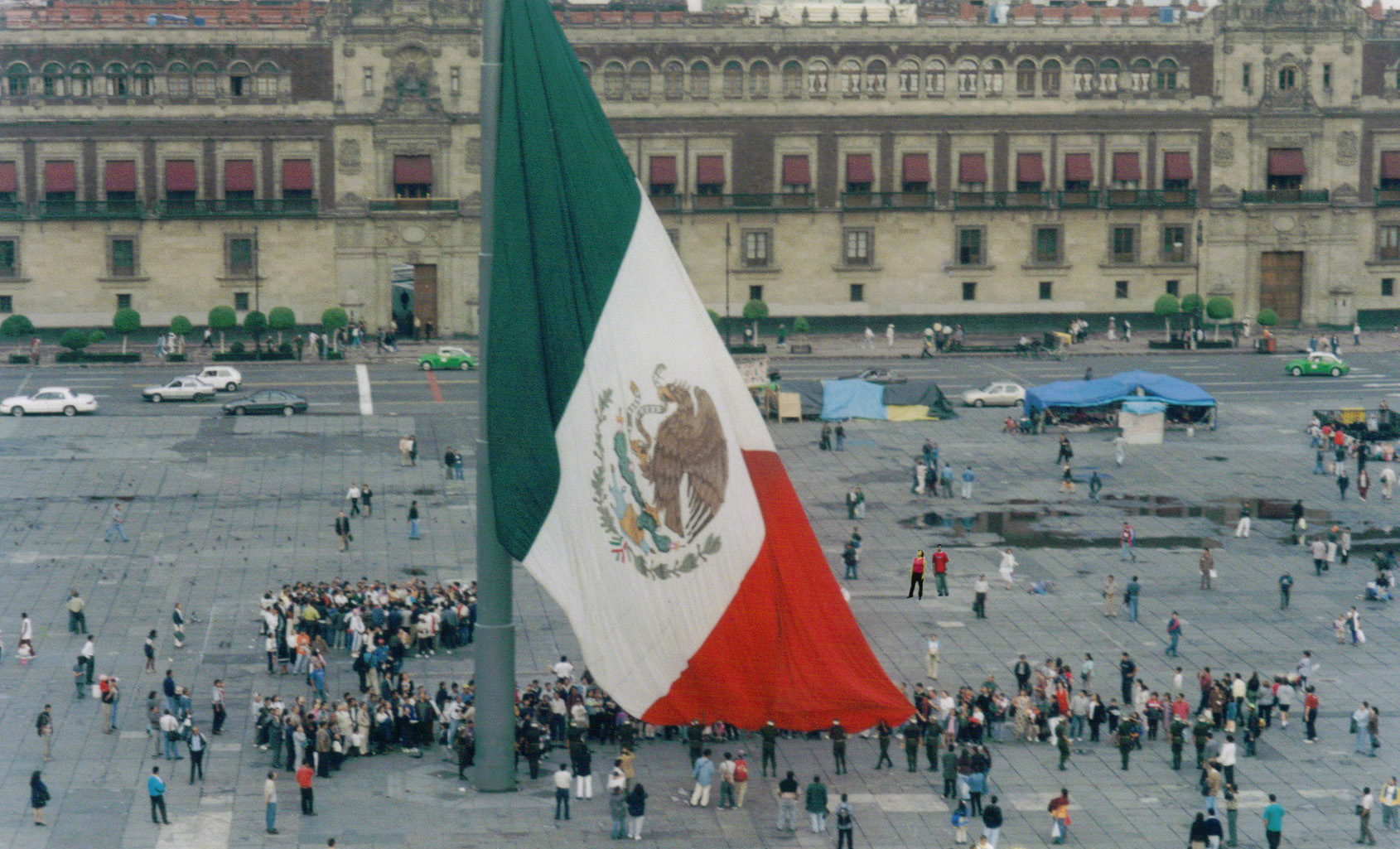
em Cali, na Colômbia, quatro anos mais tarde; e na Cidade do México, em 1975. A partir daí, até 2007, não mais somaram tantas conquistas.

Quatro anos adiante, no Pan de São Paulo, no Brasil, mais uma primeira colocação para as norte-americanas nas disputas por equipes.No individual geral, as estadunidenses conquistaram um ouro e duas pratas, com Dale McClements e Avis Tieber empatadas na segunda colocação, e Doris Fuchs como vencedora.Nos eventos individuais por aparelhos, ouro para Tieber e bronze para Kathleen Corrigan na final do solo;nas barras assimétricas, segunda medalha de ouro para Doris Fuchs e segunda de prata para McClements;na final da trave apenas uma medalha para as ginastas dos Estados Unidos: Fuchs conquistou sua terceira primeira colocação;Por fim, na prova do salto, três medalhas para a nação, em um pódio totalmente norte-americano: Dale McClements, Avis Tieber e Kathleen Corrigan, ouro, prata e bronze respectivamente.Em 1967, no Pan-americano de Winnipeg, no Canadá, o país conquistou seu tricameponato por equipes, após superar a anfitriã e Cuba.Na final do concurso geral, Linda Metheny saiu-se vencedora, a frente de duas companheiras de equipe: Joyce Tanac (prata) e Marie Walther (bronze).Nos aparelhos individuais, o solo foi o primeiro evento disputado, no qual Avis Tieber conquistou o terceiro ouro da nação e Kathleen Corrigan completou o pódio com uma medalha de bronze.Nas paralelas assimétricas, Metheny não superou a canadense Susan McDonnell e terminou com a prata, tendo a seu lado, Kathy Gleason, medalhista de bronze.Em seguida, na trave olímpica, ouro e prata foram conquistadas pelas integrantes da equipe: Linda Metheny e Deborah Bailey.No último evento, o salto, o pódio novamente fora norte-americano: Linda conquistou seu quarto ouro na competição, Donna Schaenzer foi a medalhista de prata e Marie Walther, a de bronze.Assim, as ginastas fecharam as quatro primeiras edições com 25 medalhas, das quais treze foram de ouro.
Nos Jogos Pan-americanos de Cali, na Colômbia, em 1971, a seleção norte-americana obteve um total de treze medalhas. A primeira conquista foi o ouro por equipes, à frente de Cuba e Canadá, pela primeira vez medalhista de bronze.No all around, as estadunidenses mantiveram a hegemonia do evento e ocuparam os três lugares no pódio com Roxanne Pierce, Linda Metheny e Kim Chace.Nas finais individuais por aparelhos, as ginastas Metheny e Chace conquistaram as medalhas de ouro e prata no solo, respectivamente, enquanto Roxanne Pierce encerrou com a medalha de bronze, empatada com as canadenses Lise Arsenault e Jennifer Diachun;nas barras assimétricas, pela segunda vez nesta edição pan-americana, as primeiras colocações foram para a seleção dos Estados Unidos: Roxanne Pierce foi a medalhista de ouro, Linda Metheny, a de prata e Kim Chace, a de bronze;competindo na final da trave, Kim e Linda subiram ao pódio novamente, agora nas primeira e terceira colocações;e, encerrando mais esta edição dos Jogos, Roxanne Pierce foi a primeira colocada da disputa do salto sobre a mesa, enquanto Adele Gleaves fora a terceira.Em 1975, no Pan da Cidade do México, os Estados Unidos conquistaram o seu pentacampeonato por equipes.No concurso geral, repetindo o desempenho da edição anterior, as norte-americanas foram as três primeiras colocadas, com Ann Carr em primeiro, seguinda de Roxanne Pierce e Kolleen Casey.Nos aparelhos, Ann Carr, Kathy Howard, e Roxanne Pierce, empatada com a cubana Vicenta Cruzata, conquistaram as medalhas de ouro, prata e bronze na prova do solo;nas paralelas assimétricas, as compatriotas Roxanne Pierce e Ann Carr terminaram empatadas na primeira colocação, enquanto Diane Dunbar, completou o pódio como medalhista de bronze;na disputa da trave, três estadunidenses saíram medalhistas: Carr conquistou nova primeira colocação, Casey, foi a segunda ranqueada e Pierce, a terceira;esta mesma situação ocorreu na última prova, a do salto, na qual Kolleen Casey foi a medalhista de ouro, Debbie Willcox, a de prata e Roxanne Pierce, a de bronze.Ao fim desta edição, as estadunidenses totalizaram quatorze medalhas, entre elas seis de ouro, resultado empatado com o anterior, tanto em ouros quanto em total atingido, tornando-se o melhor desempenho até então. Esta fora também a terceira vez consecutiva em que as ginastas somaram o mesmo número de conquistas.
Quatro anos mais tarde, no Pan-americano de San Juan, em Porto Rico, após cinco campanhas vitoriosas, a equipe nacional não subiu ao pódio. Já na disputa do individual geral, Jeanine Creek conquistou a prata entre duas atletas do Canadá.Entre as provas por aparatos, na final do solo, Creek conquistou sua segunda medalha, agora de ouro, seguida da compatriota Heidi Anderson;na trave, Jackie Cassello, atingiu a segunda colocação;e por fim, no salto, outra medalha para Cassello, de ouro.As barras assimétricas foram o único aparelho no qual as estadunidenses não subiram ao pódio. No ano de 1983, em nova edição pan-americana realizada, os Jogos de Caracas na Venezuela, a equipe saiu-se mais uma vez vitoriosa, após o interrompimento do ano anterior.Nas provas do individual geral, duas norte-americanas subiram ao pódio: Yumi Mordre, medalhista de prata e Lisa Wittwer, de bronze.Nas finais por aparelhos, mais seis medalhas para as estadunidenses: Yumi conquistou seu segundo ouro, agora na prova do solo, enquanto Wittwer encerrou o evento com nova medalha de bronze;nas assimétricas, Lucy Wener saiu-se campeã e bimedalhista, enquanto Lisa tornou-se a medalhista de prata;na final da trave, bronze para a atleta Tracy Butler, única estadunidense a subir neste pódio;por fim, no salto, Witter conquistou mais um bronze, totalizando com isso, cinco medalhas.Mais quatro anos adiante, no Pan-americano de Indianápolis, nova vitória das norte-americanas na disputa por equipes, a sétima não consecutiva e um novo bicampeonato seguido.No concurso geral, novamente as atletas encerraram com as três primeiras posições: ouro para Sabrina Mar, prata para Kristie Phillips e bronze para Kelly Garrison.Nos eventos finais por aparelhos, terceiro ouro para Mar e segunda prata para Phillips, no solo;nas paralelas assimétricas, vitória para a ginastas Melissa Marlowe, enquanto Sabrina Mar conquistou sua quarta medalha, esta agora de prata;na trave de equilíbrio, apenas uma estadunidense, Kelly Garrison, saiu-se medalhista, de ouro, somando mais uma vitória para os Estados Unidos;para encerrar esta edição, Kristie Phllips conquistou o bronze, no salto.
Em Cuba, as atletas disputaram em 1991 o Pan de Havana, no qual conquistaram o seu oitavo título por equipes.No individual geral, mais uma medalha de ouro para a seleção, com Stephanie Woods, e outra de prata, com Chelle Stack.Na final do solo Chelle conquistou sua segunda medalha de ouro.Já nas barras assimétricas, Hillary Anderson terminou na segunda colocação, empatada com uma canadense e superada pela brasileira Luisa Parente.Na final do evento da trave, em um triplo empate no bronze entre uma cubana e uma guatemalteca, estava a norte-americana Stephanie Woods.Por fim, no salto, prata para Anne Woyernowski.
Em Mar del Plata, na Argentina, no penúltimo Pan desta época, a equipe feminina dos Estados Unidos conquistou o tetracampeonato consecutivo e o nono não sequencial.Ainda nesta edição, nas provas do concurso geral, Shannon Miller conquistou a medalha de ouro, Amanda Borden, a de prata e Amy Chow, a de bronze, em novo pódio totalmente norte-americano na história do Pan. Nas finais por aparelhos individuais, estas três ginastas foram as únicas a figurarem nas três primeiras posições: no solo, a primeira colocação foi de Miller e a segunda, da ginasta Borden;nas barras assimétricas, quarta conquista de ouro para Miller e prata para Chow;já na trave, apenas Borden subiu ao pódio, também na primeira colocação;por fim, no salto, Chow e Miller inverteram as colocações das paralelas assimétricas, com Amy em primeiro e Shannon em segundo, encerrando esta competição com seis medalhas de ouro em seis disputadas para a nação.Após 22 anos, os Pan-americanos retornaram à cidade de Winnipeg, no Canadá. Na última edição dos Jogos deste período, a seleção estadunidense conquistou um total de quatro medalhas. A equipe encerrou participação com a prata no evento coletivo, com o ouro no individual geral e o bronze das paralelas assimetricas, ambas conquistadas pela atleta Morgan White, destaque nacional na ocasião. Jennie Thompson, foi também terceira colocada, na prova do concurso geral.
Ao fim destes ciclos olímpicos, a ginasta Linda Metheny, com duas participações em Jogos Pan-americanos, foi a maior medalhista desta época, por totalizar onze medalhas: sete de ouro, três de prata e uma de bronze.

### 2001 – 2004
| Equipe olímpica 2004                                                                       | Equipe mundial 2003                                                                        | Equipe mundial 2001                                                               | Equipe pan-americana 2003                                                            |
| Mohini Bhardwaj Annia Hatch Terin Humphrey Courtney Kupets Courtney McCool Carly Patterson | Courtney Kupets Terin Humphrey Chellsie Memmel Hollie Vise Carly Patterson Tasha Schwikert | Mohini Bhardwaj Katie Heenan Ashley Miles Tasha Schwikert Rachel Tidd Tabitha Yim | Nastia Liukin Chellsie Memmel Tia Orlando Allyse Ishino Courtney McCool Marcia Newby |

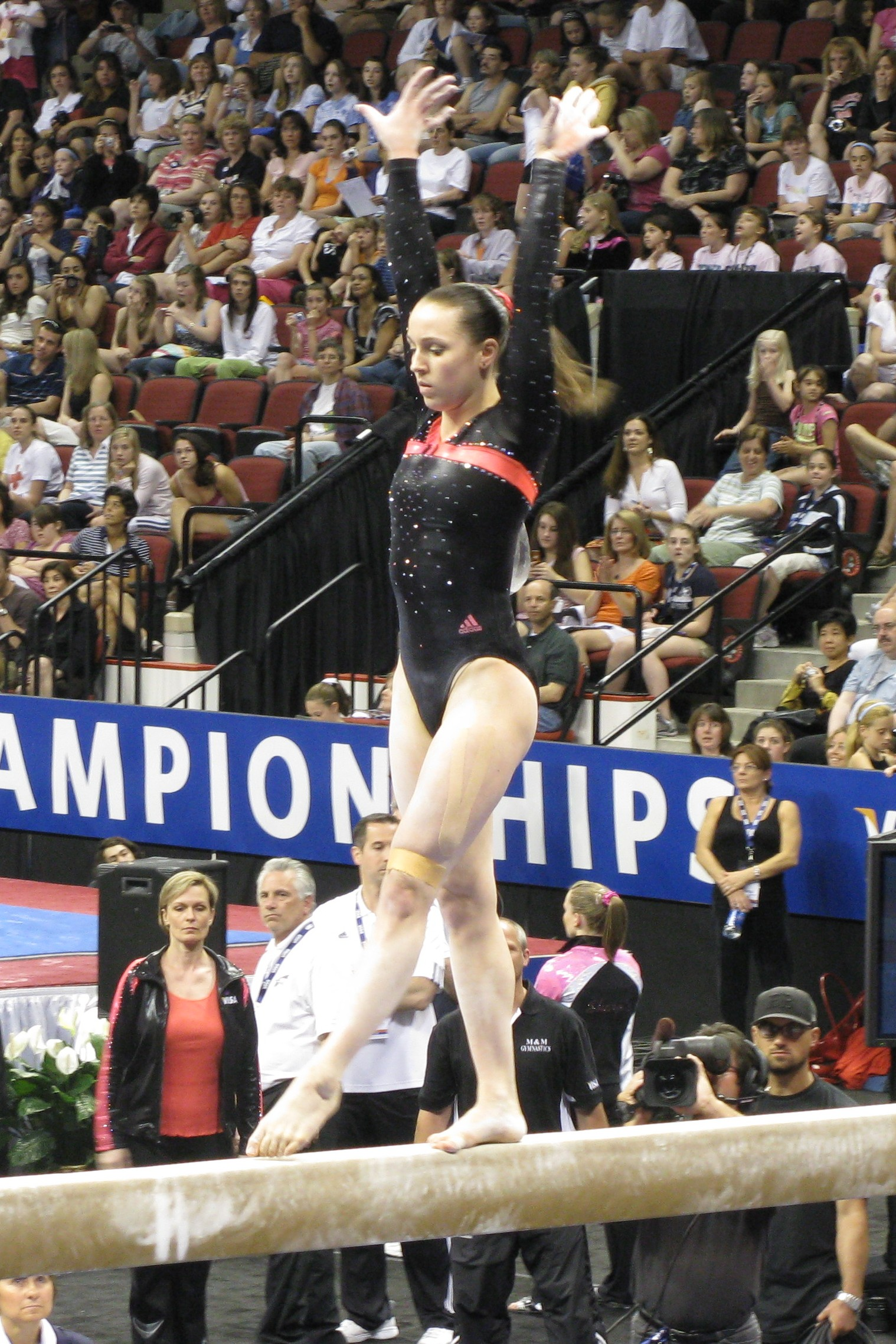
Chellsie Memmel, estreante na seleção para o Pan-americano de Santo Domingo e terceira norte-americana a tornar-se campeã mundial, feito este atingido no Campeonato de Melbourne.

O ano de 2001 foi o primeiro de competições neste ciclo olímpico. Nele, fora realizado o Campeonato Mundial de Gante, na Bélgica. Nesta ocasião, as norte-americanas subiram ao pódio na disputa por equipes, ao conquistarem a medalha de bronze, superadas pelas equipes romena e russa. Individualmente, apenas a ginasta Katie Heenan conquistou uma medalha, também de bronze, nas barras assimétricas, após ser superada pela neerlandesa Renske Endel e pela russa Svetlana Khorkina, medalhistas de prata e ouro. Esta competição, após dois seguidos campeonatos sem conquistas, fora o primeiro grande encontro internacional no qual as estadunidenses voltaram ao pódio, além de ser o primeiro compromisso de Marta Károlyi como coordenadora técnica da equipe feminina. No ano seguinte, fora realizada uma nova edição do Mundial, o Campeonato de Debrecen, na Hungria, que não contou com a disputa coletiva. Nos eventos individuais por aparelhos, a ginasta Courtney Kupets, conquistou a medalha de ouro - após cinco edições sem vitória norte-americana – na final das barras assimétricas, ao superar a romena Oana Petrovschi por 0,025 ponto. Na disputa da trave, nova primeira colocação para uma estadunidense: Ashley Postell superou a favorita do aparelho, a romena Oana Ban, por 0,187 ponto.
O ano de 2003 contou com duas disputas internacionais de grande porte: os Jogos Pan-americanos e o Campeonato Mundial de Ginástica Artística. Na primeira competição, O Pan-americano de Santo Domingo, estrearam na seleção as ginastas Chellsie Memmel e Nastia Liukin. Como equipe, as estadunidenses atingiram uma nova vitória, após a prata no Pan anterior. Individualmente, destacaram-se as estreantes Liukin, com cinco medalhas e Memmel, com quatro: no concurso geral, as duas ginastas norte-americanas subiram ao pódio - Chellsie saiu-se vitoriosa e Nastia, conquistou a prata. A brasileira Daniele Hypólito encerrou na terceira colocação.;nas finais por aparelhos, Memmel conquistou seu segundo ouro em disputa nas barras assimétricas, enquanto Liukin completou o pódio deste evento, com o bronze;na trave, as duas estreantes novamente conquistaram medalhas, agora com Nastia como campeã e Chellsie Memmel, com a medalha de bronze;no solo, saiu-se vitoriosa a ginasta Tia Orlando,que superou a compatriota Liukin, novamente medalhista de bronze e novamente compondo o pódio dos Jogos; por fim, na prova do salto, a única ginasta estadunidense a subir ao pódio, foi Courtney McCool, medalhita de prata.A seguinte competição foi o Mundial de Anaheim, nos Estados Unidos, onde estreou na equipe, a ginasta Carly Patterson, companheira de clube de Nastia Liukin no ginásio WOGA Classic. Nesta edição, pela primeira vez a equipe conquistou o título coletivo em mundiais,após quase setenta de estreado este campeonato. No individual geral, a estreante Patterson conquistou a segunda posição, ao não superar a veterana russa, Svetlana Khorkina.Em seguida, nas finais por aparelhos, apenas nas barras assimétricas as norte-americanas conquistaram medalhas: em um empate, Chellsie Memmel e Hollie Vise superaram a britânica Elizabeth Tweddle e saíram campeãs no evento.
Como último compromisso deste ciclo olímpico, deram-se os Jogos de Atenas, na Grécia, em 2004. Por equipes, as norte-americanas conquistaram a prata, superadas pela equipe da Romênia. No concurso geral, Carly Patterson tornou-se a segunda mulher estadunidense após Mary Lou Retton em 1984, a conquistar o ouro em uma Olimpíada, invertendo sua posição com Svetlana Khorkina, que a venceu no Mundial anterior aos Jogos. Nas finais por aparelhos, Patterson subiu ao pódio ainda na prova da trave, como segunda colocada, após ser superada pela romena e trimedalhista olímpica, Catalina Ponor. Já nas barras assimétricas, foram duas medalhas para as norte-americanas: prata para Terin Humphrey e bronze para Courtney Kupets, em evento conquistado pela francesa Émilie Le Pennec.Sem medalhas no solo, a prova do salto sobre a mesa teve como última medalhista a atleta Annia Hatch, com a prata, atrás da romena Monica Roşu.
Este ciclo olímpico encerrou-se com destaque para Nastia Liukin, maior vencedora no Pan-americano e Carly Patterson, vencedora do individual geral olímpico após vinte anos da primeira conquista, além de ter sido a segunda melhor campanha em Olimpíadas, ter totalizado nove medalhas mundiais e dez pan-americanas.

### 2005 – 2008
| Equipe olímpica 2008                                                                       | Equipe mundial 2007                                                                   | Equipe mundial 2006                                                                     | Equipe pan-americana 2007                                                        |
| Bridget Sloan Alicia Sacramone Chellsie Memmel Shawn Johnson Nastia Liukin Samantha Peszek | Alicia Sacramone Nastia Liukin Shawn Johnson Shayla Worley Ivana Hong Samantha Peszek | Jana Bieger Chellsie Memmel Nastia Liukin Alicia Sacramone Natasha Kelley Ashley Priess | Shawn Johnson Nastia Liukin Ivana Hong Amber Trani Rebecca Bross Samantha Peszek |

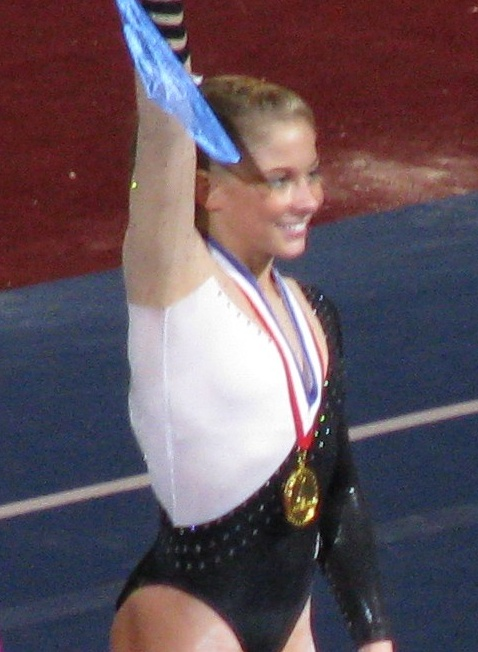
Destaque 2007: Shawn Johnson, vencedora do concurso geral no Mundial de Stuttgart.

O primeiro ano deste ciclo olímpico iniciou-se sem a disputa coletiva no Campeonato Mundial de Melbourne, na Austrália, que teve Chellsie Memmel como um dos destaques, ao tornar-se então a terceira ginasta norte-americana a conquistar um individual geral mundial. Neste mesmo evento, com a medalha de prata, terminou a estreante de dezesseis anos, Nastia Liukin, por uma diferença de 0,001 ponto, e com a de bronze, a anfitriã Monette Russo. Nas finais por aparelhos, as estadunidenses conquistaram pódios em todas: medalha de bronze para Alicia Sacramone no salto sobre a mesa, após ser superada pela chinesa Cheng Fei e pela uzbeca Oksana Chusovitina; ouro e prata nas barras assimétricas, para Liukin e Memmel, respectivamente, em novo pódio dobrado para as ginastas dos Estados Unidos; ouro e prata pela terceira vez, agora na trave de equilíbrio, para Nastia e Chellsie; e, ouro e prata, para Sacramone e Nastia, nos exercícios de solo.Este fora o melhor desempenho da equipe em um Mundial em número de medalhas conquistadas, ao serem totalizadas nove. A competição internacional seguinte veio em 2006, em nova edição do Campeonato Mundial, dessa vez em Aarhus. Competindo na Dinamarca, um novo grupo nacional trouxe três estreantes e as três medalhistas do Mundial anterior. Com o time misto, as norte-americanas conquistaram a medalha de prata na disputa por equipes, superadas pelas chinesas, lideradas por Cheng Fei. Individualmente, o destaque nacional da competição foi Jana Bieger após conquistar duas medalhas de prata, uma no individual geral e outra no solo, em provas vencidas pela italiana Vanessa Ferrari e por Cheng. Liukin, que também conquistou um segundo lugar no pódio, nas paralelas assimétricas, foi superada pela inglesa Beth Tweddle, e Sacramone, no salto, melhorou uma posição em relação a edição anterior e encerrou também com uma conquista de prata, atrás de Fei, bicampeã da prova.
Em 2007, estreou na categoria sênior a ginasta Shawn Johnson, que em seu último ano competindo como júnior (2006) havia superado, em nota, a campeã sênior do Campeonato Nacional Americano, Nastia Liukin.
O primeiro compromisso internacional das ginastas foi o Pan-americano do Rio de Janeiro, no Brasil. As atletas tinham entre treze e dezessete anos e conquistaram um total de dez medalhas. O primeiro evento, por equipes, rendeu às jovens a medalha de ouro, após superarem as brasileiras e as canadenses. Na sequência, disputando com três ginastas, foram mais três medalhas no concurso geral: ouro para Shawn Johnson, prata para Rebecca Bross e bronze para Ivana Hong. Nos eventos individuais por aparelhos, apenas a prova do salto – que teve Amber Trani como medalhista de prata - não contou com a presença de duas ginastas no pódio: no solo, a mais jovem da equipe, Rebecca Bross, superou Shawn Johnson e terminou na primeira colocação, em disputa completada pela brasileira Jade Barbosa;na trave, mais uma primeira posição para Johnson, à frente de Liukin, que conquistou a medalha de prata; no último evento, as barras assimétricas, as duas colocações foram repetidas entre estas duas ginastas.Desse modo, as estadunidenses encerraram esta edição pan-americana com dez medalhas, igualando o feito da edição anterior. Na última competição internacional de 2007, o Campeonato Mundial de Stuttgart, as norte-americanas chegaram à Alemanha como as principais adversárias das chinesas, por serem as campeãs do Mundial anterior. Com uma equipe renovada em comparação a última edição, as norte-americanas saíram-se vitoriosas em três das seis disputas. A primeira vitória decorreu após a limpa[e] apresentação da ginasta Alicia Sacramone no solo, que deu à equipe o primeiro posto no pódio da disputa coletiva. Na sequência, Shawn Johnson tornou-se a quarta mulher estadunidense a conquistar um concurso geral, após superar a romena Steliana Nistor e as medalhistas de bronze Vanessa Ferrari e Jade Barbosa.Já nas disputas individuais por aparelhos, Nastia Liukin saiu-se vencedora na trave,aparelho no qual sua companheira de equipe, Johnson, caíra por duas vezes; no salto, Alicia Sacramonefoi a terceira colocada, em prova conquistada por Cheng; e prata para Liukin nas paralelas assimétricas, após ser superada pela russa Ksenia Semenova;no último evento, o solo, duas ginastas foram ao pódio – Johnson (ouro) e Sacramone (prata).

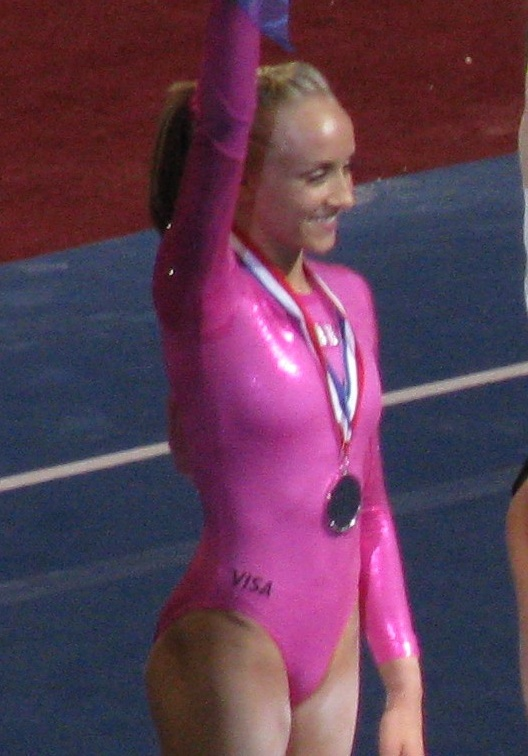
Destaque 2008: Nastia Liukin, medalhista de ouro do individual geral nos Jogos Olímpicos de Pequim.

Como último evento deste ciclo olímpico, deu-se as Olimpíadas de Pequim, na China em 2008. Competindo no Estádio Nacional Indoor, as ginastas obtiveram nove medalhas. Em novo confronto com as chinesas, prata para as norte-americanas, após consecutivos erros e quedas sofridas durante as apresentações de Sacramone no solo e em sua entrada na trave. Com um total de 188,900 pontos, as chinesas saíram-se vitoriosas com 2,375 de diferença. A seguir, na disputa do individual geral, duas foram as conquistas para as estadunidenses: ouro para Nastia Liukin e prata para Shawn Johnson, que superaram as chinesas da prova Yang Yilin e Jiang Yuyuan. Nos aparelhos individuais, apenas três ginastas conquistaram vagas entre as oito finalistas de cada aparato:
- Alicia Sacramone, na final do salto, encerrou sua participação na quarta colocação.[83] Após ser a primeira a saltar, saiu do pódio ao apresentar-se a antepenúltima ginasta, Hong Un Jong, que conquistou o ouro. Mesmo com a queda de Cheng Fei, Alicia não atingiu nota suficiente para a conquista de uma medalha, pois a uzbeque, agora naturalizada alemã, Oksana Chusovitina, teve boas performances e subiu ao pódio a frente da chinesa.[83]
- Nastia Liukin participara de sua primeira final por aparelhos, disputando a prova das barras assimétricas. Empatada com a chinesa He Kexin,[83]sua nota não fora diminuída, perdendo a medalha de ouro, no entanto, para um critério de desempate do Comitê Olímpico Internacional, baseado nas notas de execução.[84] Na segunda final, a do solo, foi a sexta a subir no tablado. Com uma apresentação que destoava do novo perfil da ginástica – com atletas fortes, muito baixas e com um elevado número de acrobacias em suas rotinas – Liukin conquistou a medalha de bronze.[83][85] Em sua última final, a da trave, com nota de partida 6,6, encerrou sua participação olímpica com a quinta medalha, a de prata, a frente de Cheng Fei.[83]
- Shawn Johnson, assim como sua companheira Nastia, conquistou medalha em todas finais de que participou. A primeira delas, após o concurso geral, fora no solo.[83]Apesar da boa execução, sua nota de partida inferior a da romena Sandra Izbasa, última a apresentar-se na prova, rendeu-lhe a segunda colocação. Já na trave, com a nota de partida mais alta deste ciclo (7,0), conquistou a medalha de ouro após uma segura[f] apresentação sobre a trave de equilíbrio.[83]

Ao final desta edição dos Jogos, esta fora a melhor campanha norte-americana dentre todas as que as equipes já estiveram presentes, tanto em número de medalhas obtidas, quanto em finais participadas.

### 2009 - 2012
Neste ciclo olímpico, serão formadas distintas seleções[g]:
| Equipe olímpica 2012                                                        | Equipe mundial 2010                                                                             | Equipe mundial 2011                                                                    | Equipe pan-americana 2011                                                                |
| Gabrielle Douglas Jordyn Wieber Alexandra Raisman Kyla Ross McKayla Maroney | Rebecca Bross Mackenzie Caquatto Bridget Sloan Mattie Larson Alexandra Raisman Alicia Sacramone | Sabrina Vega Jordyn Wieber McKayla Maroney Alexandra Raisman Gabrielle Douglas Anna Li | Bridgette Caquatto Jessie DeZiel Brandie Jay Grace McLaughin Bridget Sloan Shawn Johnson |

A primeira grande competição deste ciclo foi o Mundial de Londres, disputado na Inglaterra, Reino Unido. Para esta edição, que não contou com as provas por equipes, a seleção foi formada por Ivana Hong, Rebecca Bross, Bridget Sloan e Kayla Williams.
Nas disputas do individual geral, o duelo deu-se entre as norte-americanas Sloan e Bross. Rebecca tirara notas superiores em todos os aparelhos até a rodada final, no solo, quando caiu em sua última acrobacia, totalizando ao fim das rotações 57,775 contra 57,825 de Bridget, que conquistou a medalha de ouro. A japonesa Koko Tsurumi completou o pódio. No primeiro dia de competições por aparelhos, as estadunidenses estiveram nas duas finais: salto e barras assimétricas. No salto sobre a mesa, Williams somou 15,085, suficiente para superar a especialista do aparato, Ariella Kaeslin, e conquistar sua primeira medalha mundial. Nas assimétricas, Bridget e Bross competiram novamente. Com 14,600, Bridget não obteve nota suficiente para subir ao pódio, ao contrário de Rebecca, que, empatada com a romena Ana Porgras, alcançou a terceira posição, em prova conquistada pela chinesa He Kexin. No segundo e último dia, as atletas disputaram os aparelhos restantes. Ivana Hong, em prova vencida por outra chinesa, Deng Linlin, foi a medalhista de bronze na trave de equilíbrio. No solo, último evento disputado, as ginastas não conquistaram medalhas.
Em 2010, a competição mais importante disputada foi o Mundial de Roterdã, nos Países Baixos. Nesta edição, as norte-americanas conquistaram um total de cinco medalhas. Com a equipe formada pelas ginastas Rebecca Bross, Mackenzie Caquatto, Bridget Sloan, Mattie Larson, Alexandra Raisman e Alicia Sacramone, os Estados Unidos subiram ao pódio na primeira disputa, a coletiva. Com um total de 175,196, as atletas foram superadas pela equipe russa em 0,201 ponto, e terminaram o evento na segunda colocação. Na disputa do individual geral, Bross foi a medalhista de bronze em prova vencida pela russa Aliya Mustafina. Já nos aparelhos, Sacramone conquistou a única medalha de ouro feminina na competição, após vencer a prova do salto sobre a mesa; e Rebecca, maior medalhista nacional da edição, conquistou ainda uma medalha de bronze nas barras assimétricas, e outra medalha de prata, empatada com a chinesa Deng Linlin, na trave de equilíbrio.
No ano seguinte, as norte-americanas participaram de duas competições internacionais sequenciais. No mesmo mês, as ginastas disputaram o Mundial de Ginástica Artística e os Jogos Pan-Americanos. Em outubro, o primeiro desafio foi o Mundial, realizado na cidade de Tóquio. Na ocasião, Sabrina Vega, Jordyn Wieber, McKayla Maroney, Alexandra Raisman, Gabrielle Douglas e Anna Li competiram na final por equipes, a qual venceram após superarem a seleção russa de Ksenia Afanasyeva e o time chinês de Jiang Yuyuan. Individualmente, Jordyn Wieber sagrou-se campeã do concurso geral, além de medalhista de bronze na trave de equilíbrio; Alexandra Raisman foi a terceira colocada na disputa do solo; e Mckayla Maroney saiu-se vencedora na final do salto sobre a mesa, quando superou a veterana Oksana Chusovitina. De volta ao continente americano e encerrando o ano competitivo, as estadunidenses Bridgette Caquatto, Jessie DeZiel, Brandie Jay, Grace McLaughin, Bridget Sloan e Shawn Johnson formaram a seleção que disputou o Pan de Guadalajara. No evento, as ginastas saíram-se vencedoras da prova coletiva. Individualmente, Bridgette foi a campeã do concurso geral e das barras assimétricas; Jay sagrou-se campeã do salto; e Shawn conquistou a medalha de prata das assimétricas.

## Distinções
Entre todas as distinções que as ginastas norte-americanas podem receber estão duas em particular: figurar no International Gymnastics Hall of Fame e no U.S Gymnastics Hall of Fame. As atletas que mais se destacaram nos cenários nacional e internacional recebem da Federação Internacional de Ginástica e da Federação Nacional de Ginástica dos Estados Unidos as indicações para figurarem no chamado salão da fama. Duas revistas especializadas no desporto, a International Gymnasts e sua versão nacional para os Estados Unidos, a U.S Gymnastics - publicação direta da Federação Estadunidense de Ginástica -, publicam a história das homenageadas e suas razões para a inclusão, sempre em contribuição ao desporto. Anualmente, desde 1959, o hall estadunidense já destacou 38 ginastas componentes da seleção de ginástica artística e duas equipes, enquanto o hall internacional distinguiu quatro ginastas entre as 29 atletas da modalidade artística, eleitas desde 1988.
| Ginastas            | International Gymnastics Hall of Fame | International Gymnastics Hall of Fame | U.S Gymnastics Hall of Fame | U.S Gymnastics Hall of Fame |
| Ginastas            | Homenageada                           | Ano                                   | Homenageada                 | Ano                         |
| ------------------- | ------------------------------------- | ------------------------------------- | --------------------------- | --------------------------- |
| Sete Magníficas     |                                       | -                                     |                             | 1998                        |
| Equipe mundial 2003 |                                       | -                                     |                             | 2008                        |
| Mary Lou Retton     |                                       | 1997                                  |                             | 1997                        |
| Cathy Rigby         |                                       | 1997                                  |                             | 1997                        |
| Shannon Miller      |                                       | 2006                                  |                             | 2003                        |
| Dominique Dawes     |                                       | 2009                                  |                             | 2005                        |

Legenda
- : figura neste salão da fama
- : não figura neste salão da fama